# Grand Casablanca
Grand Casablanca (Arabisk: جهة الدار البيضاء الكبرى) var frem til 2015 en af de daværende 16 regioner i Marokko. Det var den mest befolkede med 3.631.061 (2004 folketælling) indbyggere. Regionen ligger i det nordvestlige Marokko og dækker et areal på 1.615 km². Hovedstaden var Casablanca. Fra 2015 blev den en del af regionen Casablanca-Settat.
Grand Casablanca var administrativt delt ind i 8 prefækturer og 2 provinser:
- Ain Chock Hay Hassani
- Ain Sebaa-Hay Mohammedi
- Ben Msik-Sidi Othmane
- Casablanca-Anfa
- El Fida-Derb Soltane
- Mechouar Casablanca
- Sidi Bernoussi-Zenata
- Mohammedia
- Médiouna (provins)
- Nouaceur (provins)

33°32′N 7°35′V / 33.53°N 7.58°V